# 胡得應
胡得應（越南语：／；1895年—？），越南阮朝官員。

## 生平
1895年，胡得應出生於越南承天府安传社。
1933年，同狔上管道胡得應補領乂安布政使。
1941年，陞正二品。

## 榮譽
- 法國榮譽軍團勳章騎士勳位[2]
- 大南龍星指揮官勳位[2]
- 二項明農佩星[5]